# Атіліо Лопес
Ігініо Атіліо Лопес Ріверос (ісп. Higinio Atilio López Riveros, 5 лютого 1925, Вільяррика — 14 липня 2016) — парагвайський футболіст, що грав на позиції нападника, зокрема, за клуби «Гуарані» (Асунсьйон) та «Атлетіко» (Мадрид), а також національну збірну Парагваю. Чемпіон Парагваю.

## Клубна кар'єра
У футболі дебютував 1943 року виступами за команду «Гуарані» (Асунсьйон), в якій провів сім сезонів. 
Згодом з 1951 по 1953 рік грав у складі команд «Бока Хуніорс» (Калі) та «Атлетіко Чалако».
Своєю грою за останню команду привернув увагу представників тренерського штабу клубу «Атлетіко» (Мадрид), до складу якого приєднався 1953 року. Відіграв за мадридський клуб наступні три сезони своєї ігрової кар'єри.
Протягом 1958—1962 років захищав кольори клубів «Атауальпа», «Аукас» та «Насьйональ».
Завершив професійну ігрову кар'єру у клубі «Сільвіо Петтіроссі», за команду якого виступав протягом 1962 року.

## Виступи за збірну
1950 року дебютував в офіційних матчах у складі національної збірної Парагваю. Протягом кар'єри у національній команді провів у її формі 11 матчів, забивши 3 голи.
У складі збірної був учасником чемпіонату світу 1950 року у Бразилії, де зіграв зі Швецією (2-2) та Італією (0-2).
Був учасником Чемпіонату Південної Америки 1953 року у Перу, здобувши того року титул континентального чемпіона.
Помер 14 липня 2016 року на 92-му році життя.

## Титули і досягнення
- Чемпіон Парагваю (1):

«Гуарані» (Асунсьйон): 1949
- Переможець чемпіонату Південної Америки (1): 1953